# Ōmura Masujirō
Ōmura Masujirō (大村 益次郎 (Đại-Thôn Ích-Thứ-Lang)  ngày 30 tháng 5 năm 1824 –  ngày 7 tháng 12 năm 1869) là một nhà lãnh đạo và nhà lý luận quân sự thời Bakumatsu. Ông là "Cha đẻ" của Lục quân Đế quốc Nhật Bản, khởi động một lực lượng quân sự hiện đại gần giống với hệ thống của Pháp thời đó.

## Tiểu sử

### Thân thế
Ōmura sinh ra ở nơi ngày nay là một phần của thành phố Yamaguchi, thuộc phiên Chōshū trước đây, cha là một thầy thuốc nông thôn. Từ khi còn nhỏ, Ōmura đã rất thích học hỏi và tìm tòi về y học, đến Osaka theo học rangaku dưới dạy dỗ tận tình của Ogata Kōan tại trường Tekijuku khi ông hai mươi hai tuổi. Ông tiếp tục học tại Nagasaki dưới sự hướng dẫn của bác sĩ người Đức Philipp Franz von Siebold, người châu Âu đầu tiên dạy y học phương Tây tại Nhật Bản. Mối quan tâm của ông đối với chiến thuật quân sự của phương Tây bắt đầu xuất hiện vào những năm 1850 và chính sự quan tâm này đã khiến Ōmura trở thành một tài sản quý giá sau Minh Trị Duy tân trong việc thành lập quân đội hiện đại trong lịch sử Nhật Bản.

### Thời Bakumatsu
Sau khi học ở Nagasaki, Ōmura trở về làng của mình ở tuổi hai mươi sáu để hành nghề y, nhưng chấp nhận lời đề nghị từ daimyō Date Munenari của phiên Uwajima gần đó vào năm 1853 để trở thành một chuyên gia về Tây học và làm giảng viên trường quân sự nhằm đổi lấy địa vị samurai mà ông không có xuất thân từ đó. Khi các cuộc xâm nhập của nước ngoài vào lãnh hải Nhật Bản gia tăng và do áp lực từ các cường quốc nước ngoài buộc Nhật Bản phải chấm dứt chính sách bế quan tỏa cảng, Ōmura được cử trở lại Nagasaki để nghiên cứu việc đóng tàu chiến và đi biển. Ông đến Edo vào năm 1856 trong đoàn tùy tùng của Date Munenari và được bổ nhiệm làm giáo viên tại Bansho Shirabesho chuyên về nghiên cứu phương Tây. Trong thời gian này, ông cũng tiếp tục con đường học vấn của mình bằng cách theo học tiếng Anh với nhà truyền giáo người Mỹ James Curtis Hepburn ở Yokohama.
Năm 1861, phiên Chōshū đã thuê Ōmura  trở lại giảng dạy tại học viện quân sự Chōshū, đồng thời cải tổ và hiện đại hóa quân đội trong phiên; họ cũng cho ông lên hàng ngũ samurai. Cũng trong năm này, Ōmura bắt đầu giao du với Kido Takayoshi một người ôn hòa chính trị, người từng là liên lạc viên giữa bộ máy hành chính trong phiên và các phần tử cấp tiến trong giới samurai trẻ tuổi, cấp thấp của Chōshū, thuộc thành phần ủng hộ phong trào Tôn vương Nhương di và đòi lật đổ Mạc phủ Tokugawa.
Sau khi trở về Chōshū, Ōmura không chỉ giới thiệu vũ khí hiện đại của phương Tây mà còn đưa khái niệm huấn luyện quân sự cho cả samurai và dân thường. Khái niệm này gây nhiều tranh cãi, nhưng Ōmura đã được minh oan khi quân đội của ông đánh bại toàn bộ đội quân samurai của Mạc phủ trong cuộc chinh phạt Chōshū lần thứ hai năm 1866. Cũng chính những đội quân này đã tạo thành nòng cốt cho quân đội của Liên minh Satchō trong trận Toba-Fushimi, trận Ueno và các trận đánh khác trong Chiến tranh Boshin giai đoạn Minh Trị Duy tân năm 1867–1868.

### Minh Trị Duy tân
Từ sau Minh Trị Duy tân, chính phủ nhận thấy sự cần thiết phải có một lực lượng quân sự mạnh hơn đặt lòng trung thành vào chính quyền trung ương thay vì các phiên trấn riêng lẻ. Dưới thời chính phủ Minh Trị mới, Ōmura được bổ nhiệm vào chức vụ hyōbu daiyu, tương đương với Thứ trưởng Bộ Chiến tranh trong Bộ Lục quân-Hải quân vừa mới thành lập. Trong thời gian đương chức, Ōmura được giao nhiệm vụ thành lập quân đội quốc gia dọc theo phòng tuyến miền Tây. Ōmura tìm cách sao chép các chính sách mà ông đã thực hiện thành công trước đó ở Chōshū trên quy mô lớn hơn, cụ thể là đưa vào hoạt động cưỡng bách tòng quân và huấn luyện quân sự cho dân thường, thay vì dựa vào lực lượng phong kiến cha truyền con nối. Ông cũng ủng hộ mạnh mẽ các cuộc thảo luận hướng tới việc bãi bỏ hệ thống phiên trấn, và cùng vô số quân binh riêng do daimyō duy trì, mà ông coi là tiêu hao tài nguyên và là mối đe dọa tiềm tàng đối với an ninh quốc gia.
Trong một cuộc họp hội đồng vào tháng 6 năm 1869, Ōmura lập luận rằng nếu "chính phủ quyết tâm trở nên độc lập và hùng mạnh về mặt quân sự, thì cần phải bãi bỏ các lãnh địa và đội quân phong kiến, loại bỏ các đặc quyền của tầng lớp samurai, và giới thiệu nghĩa vụ quân sự phổ cập". Quân đội lý tưởng của Ōmura bao gồm lục quân theo khuôn mẫu của quân đội Pháp thời Napoléon và hải quân theo khuôn mẫu của Hải quân Hoàng gia Anh. Vì lý do này, mặc dù chính phủ Pháp đã hỗ trợ chiến thuật cho Mạc phủ Tokugawa trong các cuộc chiến tranh thời Minh Trị Duy tân thông qua việc cung cấp vũ khí và cố vấn quân sự, Ōmura vẫn tiếp tục thúc đẩy sự trở lại của phái bộ quân sự Pháp để huấn luyện quân đội mới của mình.
Ōmura vấp phải sự phản đối của nhiều đồng nghiệp, bao gồm hầu hết các samurai bảo thủ, những người cho rằng ý tưởng của ông về hiện đại hóa và cải cách quân đội Nhật Bản là quá cấp tiến. Điều mà Ōmura chủ trương không chỉ vứt bỏ sinh kế của hàng ngàn samurai, mà còn chấm dứt địa vị đặc quyền của họ trong xã hội. Là một người có tính cách mạnh mẽ, Ōmura đã nuôi dưỡng sự ghê tởm trước hệ thống quân sự tù túng của chế độ phong kiến, có chuyện kể về việc ông từ chối nói chuyện với một người bạn thân đã xúc phạm mình bằng cách mang thanh kiếm samurai dài trong một hội nghị.

### Cái chết
Chính sự chống đối của một số samurai này đã dẫn đến cái chết của ông vào cuối những năm 1860. Trong khi ở vùng Kansai để tìm kiếm các địa điểm cho các trường quân sự trong tương lai vào tháng 9 năm 1869, Ōmura đã bị tám cựu samurai bất mãn tấn công, trớ trêu thay, hầu hết đều xuất thân từ Chōshū.
Những cựu samurai này là phần tử của phong trào Tôn vương Nhương về sau bị bỏ rơi và có mối ác cảm cực đoan đối với người nước ngoài và tư tưởng phương Tây. Vào đêm ngày 9 tháng 10 năm 1869, ông và một số cộng sự bị tấn công tại một quán trọ ở Kyoto. Bị thương ở nhiều chỗ, ông khó lòng thoát khỏi cái chết bằng cách trốn trong bồn tắm đầy nước bẩn. Vết thương ở chân của Ōmura không lành và ông đành đến Osaka để được bác sĩ người Hà Lan A. F. Bauduin điều trị. Vị bác sĩ này muốn mau chóng cắt bỏ chân của ông, thế nhưng trước khi bắt đầu cuộc phẫu thuật, Ōmura do vết thương bị nhiễm trùng nặng nên đã qua đời vào đầu tháng 11 năm đó.
Những kẻ ám sát Ōmura sớm bị truy bắt và kết án tử hình, nhưng lại được các quan chức chính phủ ân xá do áp lực chính trị vào phút chót, với quan điểm rằng những cải cách của Omura là một sự sỉ nhục đối với tầng lớp samurai. Đám thích khách bị hành quyết một năm sau đó.

## Di sản

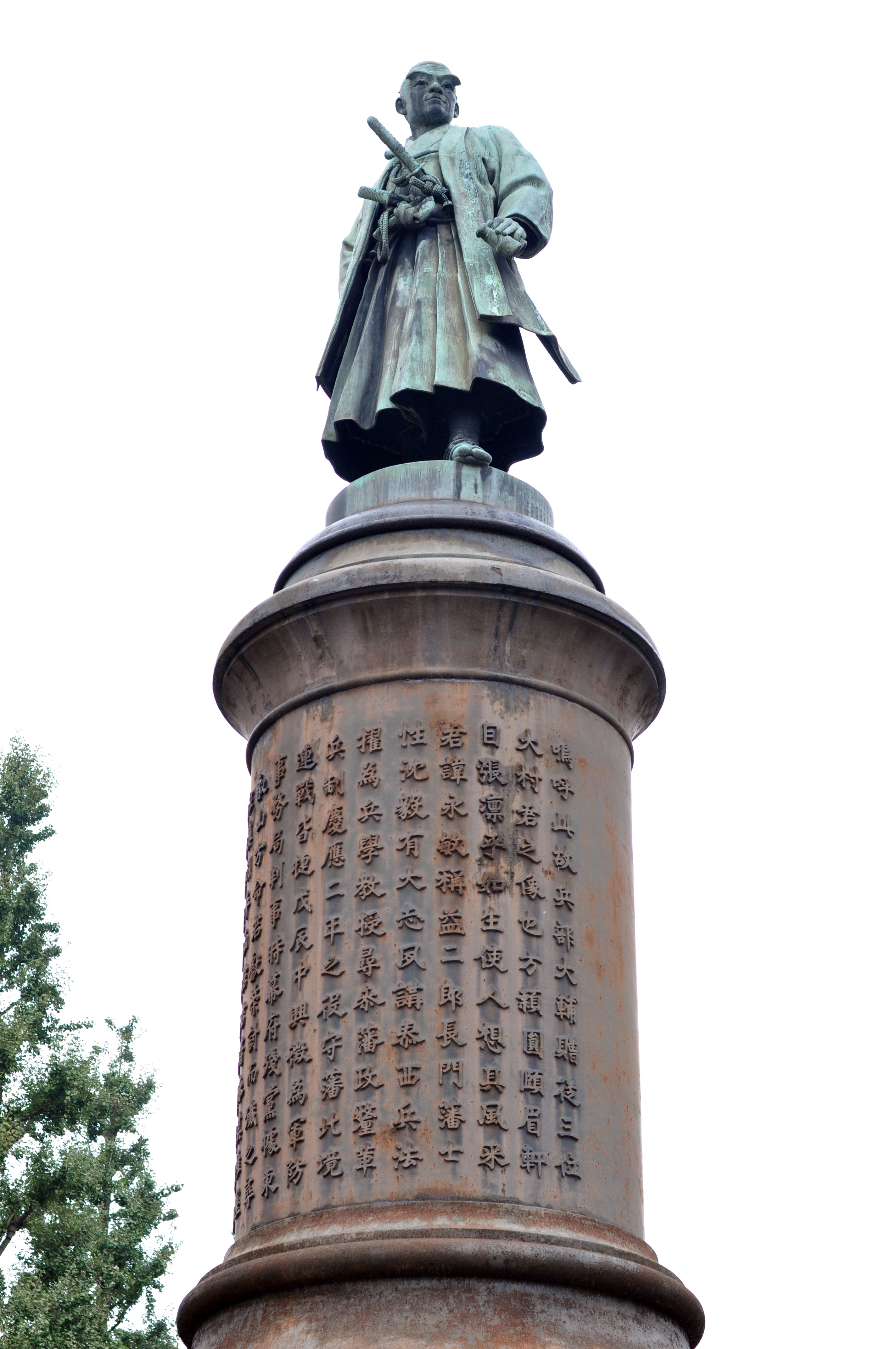
Tượng Ōmura Masujirō ở đền Yasukuni

Ngay sau cái chết của Ōmura, một bức tượng đồng đã được nhà điêu khắc Ōkuma Ujihiro xây dựng nhằm vinh danh ông. Bức tượng được đặt ở lối vào hoành tráng của đền Yasukuni, ở Tokyo. Ngôi đền được dựng lên dành cho những người Nhật đã hy sinh trong chiến tranh và vẫn là một trong những ngôi đền được viếng thăm và kính trọng nhất ở Nhật Bản. Bức tượng là tác phẩm điêu khắc theo phong cách phương Tây đầu tiên ở Nhật Bản.
Các ý tưởng của Ōmura nhằm hiện đại hóa quân đội Nhật Bản phần lớn được thực hiện sau khi ông qua đời bởi những người kế tục như Yamagata Aritomo, Kido Takayoshi và Yamada Akiyoshi. Yamada Akiyoshi là nhà lãnh đạo giỏi nhất trong số bốn nhân vật trên và chủ yếu chịu trách nhiệm về việc thành lập quân đội hiện đại bằng cách sử dụng ý tưởng của Ōmura. Yamada thúc đẩy ý tưởng của Ōmura bằng cách thành lập các học viện quân sự mới giảng dạy theo đường lối của Ōmura. Yamagata Aritomo và Saigō Tsugumichi cũng đã nghĩ đến ý tưởng của Ōmura khi thông qua đạo luật áp đặt chế độ nghĩa vụ quân sự toàn dân vào năm 1873.
Yamagata Aritomo, một môn đồ tận tâm của Ōmura, từng đến châu Âu tìm hiểu về khoa học quân sự và các kỹ thuật quân sự có thể phù hợp ở Nhật Bản. Khi trở về từ châu Âu, ông cho tổ chức một lực lượng 10.000 người để tạo thành nòng cốt của Lục quân Đế quốc Nhật Bản mới. Như Ōmura hy vọng, phái bộ quân sự Pháp trở lại vào năm 1872 nhằm giúp trang bị và huấn luyện quân đội mới. Mặc dù Ōmura qua đời trước khi có cơ hội thực thi nhiều ý tưởng cấp tiến của mình, nhưng ấn tượng lâu dài mà ông để lại cho những thế hệ lãnh đạo kế tục đã dẫn đến các chính sách và ý tưởng của ông hình thành nên quân đội Minh Trị nhiều năm sau đó.